# Legalism (filozofie occidentală)
În Occident, legalismul face referire la ideea conform căreia morala necesită urmărită în toate aspectele vieții.
Legalismul poate fi privit ca un rezultat al filozofiei pozitiviste. Legătura dintre cele două se bazează pe faptul că legile cultivate de școala legalistă au menirea de a spori încrederea cetățenilor în sistemul juridic, fapt care va crea dorința pentru mai multe legi generale, directive, care să poată fi valabile pentru o perioadă mai lungă de timp.